# Silent Stream of Godless Elegy
Silent Stream of Godless Elegy est un groupe de folk et doom metal tchèque, originaire de Hranice.

## Biographie
Le groupe est formé en 1995 à Hranice. Il publie son premier album, Iron, qui attire rapidement l'attention de la scène metal tchèque émergente. Avec l'album suivant, Behind the Shadows, la notoriété du groupe s'accroit en dehors de la République tchèque. Mais la véritable percée du groupe s'effectue au plus tard à la sortie de son troisième album, en 2000, pour lequel il sera récompensé d'un Grammy.
Après plusieurs changement de formation entre 2001 et 2004, le groupe commence les enregistrements d'un nouvel album avec une équipe presque entièrement renouvelée. En 2005, ils publient leur nouvel album au label Relic Dances. Il mêle musique traditionnelle de Moravie et éléments typiques de doom metal. La presse spécialisée loue avec enthousiasme ce concept atypique et innovateur. De plus, l'album reçoit un Grammy tchèque dans la catégorie Hard and heavy.
Depuis sa création, le groupe joue de nombreux concerts et à divers festivals aux côtés de groupes comme Anathema, Cradle of Filth, Skyclad et The Gathering.

## Membres

### Membres actuels
- Pavel Hrnčíř - chant
- Hanka Nogolová - chant
- Michal Sýkora - violoncelle
- Radek Hajda - guitare
- Mirek Petřek - guitare
- Dušan Fojtášek - basse
- Lukáš « Bart » Bartošák - batterie (depuis 2015)
- Karel « Karlos » Vaněk - violon (depuis 2015)

### Anciens membres
- Filip Chudý - basse (1995–1999)
- Hynek Stančík - guitare (2001–2003)
- Jarek Adámek - guitare (2004–2005)
- Kiril Chlebnikov - violon, basse (1999–2001)
- Michal Hajda - batterie (1995–2003)
- Michal Herák - chant (2001–2004)
- Michal Rak - batterie (2003–2007)
- Pavla Lukášová - violon (2000–2001)
- Petr Staněk - guitare, chant (1995–2001)
- Zuzana Zamazalová - violon, chant (1995–2001)
- Petra Nováčková - violon
- David Najbrt - batterie

## Discographie
- 1996 : Iron
- 1998 : Behind the Shadows
- 2000 : Themes
- 2004 : Relic Dances
- 2006 : Osamělí (EP)
- 2011 : Návaz